# Фольмар IV (граф в Блисгау)

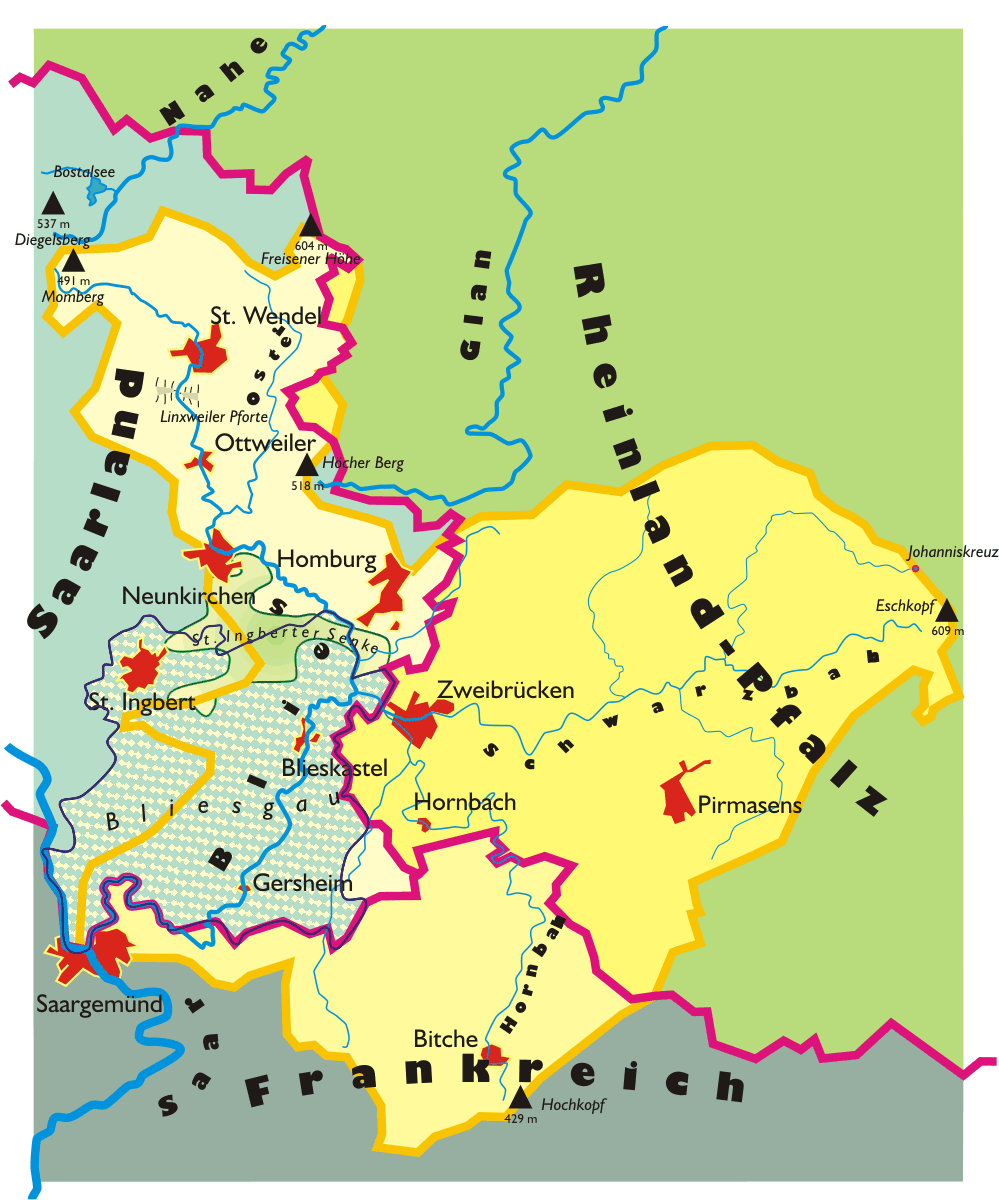
Карта Блисгау

Фольмар IV (Folmar IV) (ум. 1026 или позже, но не позднее 1029) — граф в Блисгау, второй граф Люневиля с 995/96.
Родился между 970 и 980 гг. Сын Фольмара III (ум. 995/96) и его жены Берты.
Основал в Люневиле монастырь Сен-Реми (Святого Ремигия).
Начиная с 1012 г. упоминается как пфальцграф Меца: так назывался назначаемый епископом управляющий в его светских владениях. Эту должность в своё время занимал его отец.
Фольмар IV был женат на Герберге, которая согласно Europäische Stammtafeln являлась дочерью графа Готфрида Верденского (Готфрид Узник) и Мехтильды Саксонской (из рода Биллунгов). Дети:
- Готфрид I (ум. до 1056), граф в Блисгау, граф Люневиля;
- Герман I (ум. после 1034), граф в Блисгау, граф Люневиля;
- Фольмар V (ум. 1075), в 1065 г. упоминается как граф в Сааргау.